# Bălțești
Bălțești est une commune roumaine du județ de Prahova, dans la région historique de Valachie et dans la région de développement du Sud.

## Géographie
La commune de Bălțești est située dans le centre-est du județ, dans les premières collines du piémont des Carpates courbes, à 6 km au nord-est de Boldești-Scăeni et à 18 km au nord-est de Ploiești, le chef-lieu du județ.
La municipalité est composée des trois villages suivants (population en 1992) :
- Bălțești (1 361), siège de la commune ;
- Izești (356) ;
- Podenii Vechi (1 881).

## Politique
| Parti | Parti                                      | Sièges |
| ----- | ------------------------------------------ | ------ |
|       | Parti national libéral (PNL)               | 9      |
|       | Alliance des libéraux et démocrates (ALDE) | 2      |
|       | Parti social-démocrate (PSD)               | 1      |
|       | Parti de la Grande Roumanie (PRM)          | 1      |

## Religions
En 2002, la composition religieuse de la commune était la suivante :
- Chrétiens orthodoxes, 99,02 % ;
- Pentecôtistes, 0,55 %.

## Démographie
En 2002, la commune comptait 3 228 Roumains (89,59 %) et 374 Tsiganes (10,38 %). On comptait à cette date 1 265 ménages et 1 419 logements.
| 1992  | 2002  | 2007  |
| ----- | ----- | ----- |
| 3 598 | 3 603 | 3 582 |

## Économie
L'économie de la commune repose sur l'agriculture.

## Communications

### Routes
La route régionale DJ100L se dirige vers Măgurele, la nationale DN1A Ploiești-Vălenii de Munte et la vallée de la Teleajen à l'ouest et vers Podenii Noi à l'est (comme la DJ102M) tandis que la DJ231 gagne Păcureți au nord.